# 달성중학교
달성중학교(達城中學校)는 대한민국 대구광역시 달성군 화원읍 명곡리에 있는 공립 중학교이다.

## 학교 연혁
- 1951년 10월 22일 : 초대 윤홍기 교장 취임
- 1951년 10월 22일 : 제1회 입학식(2학급)
- 1951년 10월 29일 : 달성중학교 개교 기념일
- 1951년 11월 8일 : 제2학년 1학급 편입으로 3학급 편성
- 1953년 3월 24일 : 제1회 졸업식 거행(졸업생 남 40명)
- 1969년 10월 14일 : 달성중학교 경서분교 설립인가(6학급)
- 1988년 1월 11일 : 강당교실(344m2) 가사실(172m2) 증축
- 1997년 1월 11일 : 교실 3실 증축, 4개실 개축, 급식실 준공
- 2001년 7월 21일 : 학교신문 "향원" 창간호 발간
- 2002년 3월 1일 : 교육인적자원부 ICT활용 연구학교 운영
- 2014년 3월 1일 : 교육평가 연구학교 지정 운영
- 2022년 2월 9일 : 제70회 졸업식(졸업생 212명, 누계 18,795명)
- 2022년 9월 1일 : 제31대 서재용 교장 취임

## 참고 자료
- 달성중학교 - 한국교육학술정보원 학교알리미